# Perché non torna più
"Perché non torna più" é uma canção gravada pela cantora italiana Laura Pausini para seu primeiro álbum de estúdio autointitulado, sendo o terceiro single do álbum, lançado na Itália em outubro de 1993 pela CGD Records.

## Composição
As letras da canção foram escritas por Federico Cavalli e a melodia foi composta por Pietro Cremonesi e Angelo Valsiglio, que também é o produtor junto a Marco Marati. A faixa foi gravada em 1993 no Estúdio Santana Recording, em Castelfranco Emilia[carece de fontes?] e é dedicada à duas amigas da cantora, Laura e Simona, mortas vítimas de um acidente automobilístico.
Em 1994, a faixa foi gravada também em língua espanhola, sob o título "¿Por qué no volverán?", cuja adaptação da letra é de Ignacio Ballesteros, e foi inserida no álbum Laura Pausini lançado para o mercado hispânico.

## Vídeo musical
O videoclipe de "Perché non torna più" foi gravado na cidade de Ostia, na Itália, sob a direção de Ambrogio Lo Giudice. As imagens são semelhantes ao do videoclipe de "La solitudine", visto que foram registradas no mesmo local. E nesse vídeo aparecem três menininhas que representariam a Laura e suas amiguinhas brincando.

## Formatos e faixas
CD single
1. "Perché non torna più" – 4:10

## Créditos
Créditos musicais
- Laura Pausini – vocalista
- Riccardo Galardini – guitarra acústica
- Gianni Salvatori – guitarra elétrica, backing vocal
- Stefano Allegra – baixo elétrico
- Massimo Pacciani – bateria, percussão
- Eric Buffat – piano, backing vocal, programação
- Cristina Montanari – backing vocal
- Silvia Mezzanotte – backing vocal